# Nachal Keziw
Nachal Keziw (hebr. נחל כזיב, Naḥal Keziv) – strumień płynący w Górnej Galilei w północnej części Izraela. Swoje źródła ma na zachodnich zboczach góry Har Hilel, przepływa u podnóży masywu góry Meron i płaskowyżu Wyżyny Peki’in, dociera do wzgórz Zachodniej Galilei i ma swoje ujście do Morza Śródziemnego. Na terenie wadi strumienia Keziw utworzono rezerwat przyrody.

## Przebieg

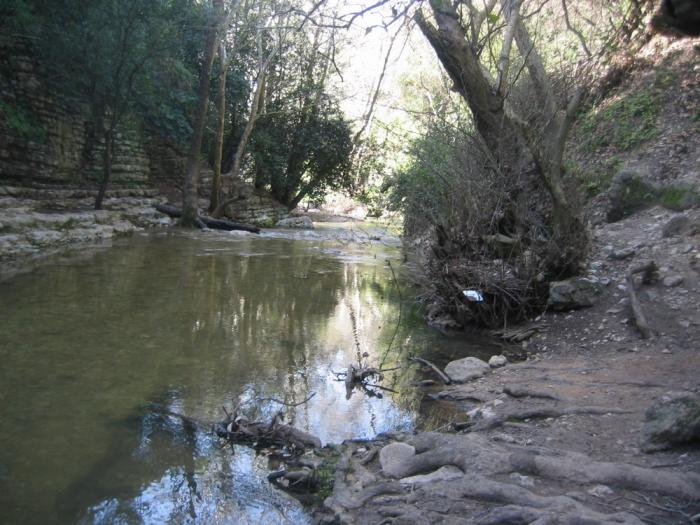
Przebieg Nachal Keziw w głębokim wadi

Keziw jest strumieniem płynącym w Górnej i Zachodniej Galilei w północnej części Izraela. Swoje źródła ma na wysokości około 920 m n.p.m. na zachodnich stokach góry Har Hilel (1071 m n.p.m.), w pobliżu miejscowości Bet Dżan 32°57′50″N 35°24′37″E/32,963889 35,410278. Następnie spływa na północny zachód do głębokiego wadi u podnóża masywu góry Meron (1208 m n.p.m.). Jest tutaj zasilany lewostronnym dopływem Szfanim oraz prawostronnymi Admonit i Zewed. Gdy wadi dociera do krawędzi Wyżyny Peki’in (886 m n.p.m.) wykręca na północ i opływa płaskowyż. Keziw jest tutaj zasilany prawostronnymi dopływami Afaim, Nerija i Moran. Na południe od miejscowości Churfesz strumień omija malowniczym wadi górę Har Zewul (814 m n.p.m.). Dopływają tutaj prawostronne dopływy Hiram i Pa’ar. Mija położony na północy moszaw Elkosz i na południu moszaw Curi’el, aby dotrzeć do północnego obrzeża miasta Ma’alot-Tarszicha. Jest tutaj zasilany lewostronnym dopływem Peki’in i prawostronnym Zawit. Przepływa na południe od wioski komunalnej Abbirim i omija od północy miejscowość Mi’ilja oraz wioskę Micpe Hilla. Następnie wadi staje się coraz głębsze i kieruje się na zachód w stronę wzgórz Zachodniej Galilei. Długi odcinek strumienia jest chroniony przez rezerwat przyrody. Występuje tutaj unikalna roślinność leśna, a strumień wije się wśród gór. Jego przebieg jest urozmaicony niewielkimi wodospadami i stawami. Jest tu także położony zamek Montfort. Strumień mija położone na północy wioskę Gornot ha-Galil, moszaw Goren i kibuc Elon. Na wysokości moszawów Manot i Awdon teren staje się mniej górzysty, po czym strumień wypływa na równinę przybrzeżną Izraela. Pomiędzy moszawem Liman a kibucem Geszer ha-Ziw strumień ma swoje ujście do Morza Śródziemnego. Jest tutaj położony Park Narodowy Achziw 33°03′01″N 35°06′07″E/33,050278 35,101944.

## Turystyka
W 1977 roku dla ochrony różnorodnego krajobrazu wadi strumienia Keziw utworzono rezerwat przyrody. Obejmuje on obszar wadi po obydwu stronach strumienia o powierzchni ogółem 10118 ha. W obszarze tym występuje typowa roślinność twardolistna, z dużą liczbą oleandrów, platanów i paproć. Na terenie rezerwatu jest imponująca populacja danieli mezopotamskich. W obszarze rezerwatu wytyczono kilka szlaków turystycznych. W pobliżu znajduje się Park Narodowy Montfort.